# Elettronica per telecomunicazioni
Con il termine elettronica per telecomunicazioni si indica quella branca o settore dell'elettronica che concentra l'attenzione sulla progettazione e realizzazione di circuiti elettronici per sistemi di telecomunicazioni cioè circuiti adibiti all'elaborazione e/o ricetrasmissione di segnali informativi quali ad esempio modulatori/demodulatori (es. modem), codificatori/decodificatori (es. Codec), PLL, filtri, Mux ecc. Le tecnologie elettroniche adottate per l'implementazione di tali circuiti possono essere sia analogiche che digitali.